# Anatoliy Tymofeyev
Anatoliy Tymofeyev (tiếng Ukraina: Анатолій Сергійович Тимофєєв; sinh 19 tháng 4 năm 1992) là một thủ môn bóng đá Ukraina thi đấu cho Smolevichi.

## Sự nghiệp
Câu lạc bộ chuyên nghiệp đầu tiên của Tymofeyev là FC Dynamo Kyiv, nhưng anh chỉ thi đấu cho đội dự bị hoặc cho FC Dynamo-2 Kyiv ở Ukrainian First League. Next anh thi đấu ở Ukrainian First League và sau đó ký hợp đồng với FC Naftovyk-Ukrnafta Okhtyrka. Vào tháng 7 năm 2016 anh kí hợp đồng với FC Dinamo Batumi.